# Campeonato Mundial de Atletismo Sub-20 de 2018
O Campeonato Mundial de Atletismo Sub-20 de 2018 foi a 17ª edição do campeonato organizado pela Federação Internacional de Atletismo (IAAF) em Tampere, na Finlândia, entre 10 e 15 de julho de 2018, para atletas classificados como juniores com até 19 anos de idade, nascidos a partir de Janeiro de 1999. Um total de 44 provas foram disputados no campeonato, no qual participaram 1.462 atletas de 158 nacionalidades.

## Calendário
| Q                                        | Qualificação | P | Preliminares | ½ | Semifinais | F | Final |
| M = sessão da manhã, A = sessão da tarde |              |   |              |   |            |   |       |

| Data →                  | 10 | 10 | 11 | 11 | 11 | 12 | 12 | 13 | 13 | 14 | 14 | 15 |
| Evento ↓                | M  | T  | M  | A  | A  | M  | T  | M  | T  | M  | T  | T  |
| ----------------------- | -- | -- | -- | -- | -- | -- | -- | -- | -- | -- | -- | -- |
| 100 m                   | P  |    |    | ½  | F  |    |    |    |    |    |    |    |
| 200 m                   |    |    |    |    |    | P  | ½  |    | F  |    |    |    |
| 400 m                   |    |    | P  |    |    |    | ½  |    | F  |    |    |    |
| 800 m                   |    |    |    |    |    |    |    | P  |    |    | ½  | F  |
| 1500 m                  | P  |    |    |    |    |    | F  |    |    |    |    |    |
| 3000 m com obstáculos   |    |    |    |    |    | P  |    |    |    |    |    | F  |
| 5000 m                  |    |    |    |    |    |    |    |    |    |    | F  |    |
| 10000 m                 | F  |    |    |    |    |    |    |    |    |    |    |    |
| 110 m com barreiras     |    |    | P  | ½  | ½  |    | F  |    |    |    |    |    |
| 400 m com barreiras     |    |    |    |    |    | P  |    |    | ½  |    | F  |    |
| Revezamento 4x100 m     |    |    |    |    |    |    |    |    | P  |    | F  |    |
| Revezamento 4x400 m     |    |    |    |    |    |    |    |    |    | P  |    | F  |
| Marcha atlética 10000 m |    |    |    |    |    |    |    |    |    | F  |    |    |
| Salto em altura         |    |    |    |    |    |    | Q  |    |    | F  |    |    |
| Salto com vara          |    |    |    | Q  | Q  |    |    |    |    |    | F  |    |
| Salto em distância      | Q  |    |    | F  | F  |    |    |    |    |    |    |    |
| Salto triplo            |    |    |    |    |    |    |    |    | Q  |    | F  |    |
| Arremesso de peso       | Q  | F  |    |    |    |    |    |    |    |    |    |    |
| Lançamento de disco     |    |    |    |    |    |    |    |    |    | Q  |    | F  |
| Lançamento de martelo   |    |    | Q  |    |    |    |    |    | F  |    |    |    |
| Lançamento de dardo     |    |    |    |    |    |    |    | Q  |    |    | F  |    |
| Decatlo                 | F  | F  | F  | F  | F  |    |    |    |    |    |    |    |

| Data →                   | 10 | 10 | 11 | 11 | 12 | 12 | 12 | 13 | 13 | 14 | 14 | 15 |
| Evento ↓                 | M  | T  | M  | T  | M  | A  | A  | M  | T  | M  | T  | T  |
| ------------------------ | -- | -- | -- | -- | -- | -- | -- | -- | -- | -- | -- | -- |
| 100 m                    |    |    | P  |    |    | ½  | F  |    |    |    |    |    |
| 200 m                    |    |    |    |    |    |    |    | P  | ½  |    | F  |    |
| 400 m                    |    | P  |    | ½  |    | F  | F  |    |    |    |    |    |
| 800 m                    | P  |    |    | ½  |    | F  | F  |    |    |    |    |    |
| 1500 m                   |    |    |    |    |    | H  | H  |    |    |    |    | F  |
| 3000 m com obstáculos    | P  |    |    |    |    |    |    |    | F  |    |    |    |
| 3000 m                   |    |    |    | F  |    |    |    |    |    |    |    |    |
| 5000 m                   |    | F  |    |    |    |    |    |    |    |    |    |    |
| 100 metros com barreiras |    |    |    |    |    |    |    | P  |    |    | ½  | F  |
| 400 m com barreiras      |    |    | P  |    |    | ½  | ½  |    | F  |    |    |    |
| Revezamento 4x100 m      |    |    |    |    |    |    |    |    | P  |    | F  |    |
| Revezamento 4x400 m      |    |    |    |    |    |    |    |    |    | P  |    | F  |
| Marcha atlética 10000 m  |    |    |    |    |    |    |    |    |    | F  |    |    |
| Salto em altura          |    |    |    |    |    |    |    | Q  |    |    |    | F  |
| Salto com vara           |    | Q  |    |    |    | F  | F  |    |    |    |    |    |
| Salto em distância       |    |    |    |    | Q  |    |    |    | F  |    |    |    |
| Salto triplo             |    |    |    |    |    |    |    |    |    | Q  |    | F  |
| Arremesso de peso        |    |    | Q  | F  |    |    |    |    |    |    |    |    |
| Lançamento de disco      |    | Q  |    |    |    | F  | F  |    |    |    |    |    |
| Lançamento de martelo    |    |    |    |    | Q  |    |    |    |    |    | F  |    |
| Lançamento de dardo      | Q  |    |    | F  |    |    |    |    |    |    |    |    |
| Heptatlo                 |    |    |    |    | F  | F  | F  | F  | F  |    |    |    |

## Índices de qualificação
| Evento                  | Masculino                        | Feminino                         |
| ----------------------- | -------------------------------- | -------------------------------- |
| 100 m                   | 10.55                            | 11.80                            |
| 200 m                   | 21.35                            | 24.20                            |
| 400 m                   | 47.70                            | 55.00                            |
| 800 m                   | 1:50.00                          | 2:08.70                          |
| 1500 m                  | 3:48.00                          | 4:27.00                          |
| 5000 m                  | 5000 m 14:15.00 8:15.00 (3000 m) | 5000 m 16:40.00 9:35.00 (3000 m) |
| 10000 m                 | 31:00.00 10000 m                 | –                                |
| 3000 m obstáculos       | 9:10.00                          | 10:43.00                         |
| 100 m barreiras         | –                                | 14.10                            |
| 110 m barreiras         | 14.20 0.995 m                    | –                                |
| 400 m barreiras         | 53.00                            | 60.75                            |
| 10000 m marcha atlética | 44:00.00                         | 51:00.00                         |
| Revezamento 4x100 m     | Sem índice                       | Sem índice                       |
| Revezamento 4x400 m     | Sem índice                       | Sem índice                       |
| Heptatlo                | –                                | 5300 pontos                      |
| Decatlo                 | 7200 pontos                      | –                                |
| Salto em altura         | 2.16 m                           | 1.82 m                           |
| Salto com vara          | 5.10 m                           | 4.05 m                           |
| Salto em distância      | 7.55 m                           | 6.15 m                           |
| Salto triplo            | 15.60 m                          | 12.85 m                          |
| Arremesso de peso       | 18.25 m (6 kg)                   | 14.50 m                          |
| Lançamento de disco     | 56.00 m                          | 48.00 m                          |
| Lançamento de martelo   | 68.00 m (6 kg)                   | 57.00 m                          |
| Lançamento de dardo     | 68.70 m                          | 50.00 m                          |

## Medalhistas

### Masculino
| Prova                                  | Ouro                                                                                           | Ouro                  | Prata | Prata       | Bronze                                                                             | Bronze       |
| -------------------------------------- | ---------------------------------------------------------------------------------------------- | --------------------- | --- | ----------- | ---------------------------------------------------------------------------------- | ------------ |
| 100 m detalhes                         | Lalu Muhammad Zohri · Indonésia                                                                | 10.18 NJR             | Anthony Schwartz · Estados Unidos                                                                                     | 10.22       | Eric Harrison · Estados Unidos                                                     | 10.22 PB     |
| 200 m detalhes                         | Jona Efoloko · Reino Unido                                                                     | 20.48 PB              | Charles Dobson · Reino Unido                                                                                          | 20.57       | Eric Harrison · Estados Unidos                                                     | 20.79        |
| 400 m detalhes                         | Jonathan Sacoor · Bélgica                                                                      | 45.03 NJR             | Christopher Taylor · Jamaica                                                                                          | 45.38       | Chantz Sawyers · Jamaica                                                           | 45.89        |
| 800 m detalhes                         | Solomon Lekuta · Quênia                                                                        | 1:46.35               | Ngeno Kipngetich · Quênia                                                                                             | 1:46.45 PB  | Eliott Crestan · Bélgica                                                           | 1:47.27      |
| 1500 m detalhes                        | George Manangoi · Quênia                                                                       | 3:41.71               | Jakob Ingebrigtsen · Noruega                                                                                          | 3:41.89     | Justus Soget · Quênia                                                              | 3:42.14      |
| 5000 m detalhes                        | Edward Zakayo · Quênia                                                                         | 13:20.16              | Stanley Waithaka · Quênia                                                                                             | 13:20.57    | Jakob Ingebrigtsen · Noruega                                                       | 13:20.78 AJR |
| 10000 m detalhes                       | Rhonex Kipruto · Quênia                                                                        | 27:21.08 CR           | Jacob Kiplimo · Uganda                                                                                                | 27:40.36    | Berihu Aregawi · Etiópia                                                           | 27:48.41 PB  |
| 110 m com barreiras detalhes           | Damion Thomas · Jamaica                                                                        | 13.18                 | Orlando Bennett · Jamaica                                                                                             | 13.33       | Shunsuke Izumiya · Japão                                                           | 13.38 PB     |
| 400 m com barreiras detalhes           | Sokwakhana Zazini · África do Sul                                                              | 49.42                 | Bassem Hemeida · Catar                                                                                                | 49.59 PB    | Alison dos Santos · Brasil                                                         | 49.78 PB     |
| 3000 m com obstáculos detalhes         | Takele Nigate · Etiópia                                                                        | 8:25.35 SB            | Leonard Kipkemoi Bett · Quênia                                                                                        | 8:25.39     | Getnet Wale · Etiópia                                                              | 8:26.16 SB   |
| Revezamento 4x100 m detalhes           | Estados Unidos · Eric Harrison · Anthony Schwartz · Austin Kratz · Micah Williams              | 38.88 WJL             | Jamaica · Xavier Nairne · Christopher Taylor · Jhevaughn Matherson · Michael Stephens                                 | 38.96 NJR   | Alemanha · Lucas Ansah-Peprah · Marvin Schulte · Milo Skupin-Alfa · Luis Brandner  | 39.22        |
| Revezamento 4x400 m detalhes           | Itália · Klaudio Gjetja · Andrea Romani · Alessandro Sibilio · Edoardo Scotti · Lorenzo Benati | 3:04.05 WJL, AJR      | Estados Unidos · Elija Godwin · Nicholas Ramey · Justin Robinson · Howard Fields · Matthew Boling · Umajesty Williams | 3:05.24     | Reino Unido · Alex Haydock-Wilson · Joseph Brier · Alastair Chalmers · Alex Knibbs | 3:05.64      |
| Marcha atlética 10 km detalhes         | Zhang Yao · China                                                                              | 40:32.06 PB           | David Hurtado · Equador                                                                                               | 40:32.06 PB | José Ortiz · Guatemala                                                             | 40:45.26 PB  |
| Salto com vara detalhes                | Armand Duplantis · Suécia                                                                      | 5.82m CR              | Zachery Bradford · Estados Unidos                                                                                     | 5.55m PB    | Masaki Ejima · Japão                                                               | 5.55m        |
| Salto em distância detalhes            | Yuki Hashioka · Japão                                                                          | 8.03m                 | Maikel Vidal · Cuba                                                                                                   | 7.99m       | Wayne Pinnock · Jamaica                                                            | 7.90m        |
| Salto triplo detalhes                  | Jordan Díaz · Cuba                                                                             | 17.15m CR             | Martin Lamou França                                                                                                   | 16.44m      | Jonathan Seremes França                                                            | 16.18m PB    |
| Salto em altura detalhes               | Antonios Merlos PB · GréciaRoberto Vilches · México                                            | 2.23m                 | Nenhuma | Nenhuma     | JuVaughn Blake PB · Estados UnidosBreyton Poole · África do Sul                    | 2.23m        |
| Arremesso de peso (6 kg) detalhes      | Kyle Blignaut · África do Sul                                                                  | 22.07m WJL            | Adrian Piperi · Estados Unidos                                                                                        | 22.06m AJR  | Odysseas Mouzenidis · Grécia                                                       | 21.07m NJR   |
| Lançamento de disco (1,75 kg) detalhes | Kai Chang · Jamaica                                                                            | 62.36m PB             | Yauheni Bahutski · Bielorrússia                                                                                       | 61.75m      | Claudio Romero · Chile                                                             | 60.81m SB    |
| Lançamento de martelo (6 kg) detalhes  | Jake Norris · Reino Unido                                                                      | 80.65m NJR            | Mykhaylo Kokhan · Ucrânia                                                                                             | 79.68m PB   | Mykhaylo Havryliuk · Ucrânia                                                       | 77.71m PB    |
| Lançamento de dardo detalhes           | Nash Lowis · Austrália                                                                         | 75.31m PB             | Tzuriel Pedigo · Estados Unidos                                                                                       | 73.76m PB   | Maurice Voigt · Alemanha                                                           | 73.44m PB    |
| Decatlo Sub-20 detalhes                | Ashley Moloney · Austrália                                                                     | 8190 pts CR, AJR, WJL | Gary Haasbroek · Austrália                                                                                            | 7798 pts PB | Simon Ehammer · Suíça                                                              | 7642 pts PB  |

### Feminino
| Prova                                  | Ouro                                                                            | Ouro            | Prata                                                                         | Prata        | Bronze                                                                            | Bronze       |
| -------------------------------------- | ------------------------------------------------------------------------------- | --------------- | ----------------------------------------------------------------------------- | ------------ | --------------------------------------------------------------------------------- | ------------ |
| 100 m detalhes                         | Briana Williams · Jamaica                                                       | 11.16           | Twanisha Terry · Estados Unidos                                               | 11.19        | Kristal Awuah · Reino Unido                                                       | 11.37        |
| 200 m detalhes                         | Briana Williams · Jamaica                                                       | 22.50 CR        | Lauren Rain Williams · Estados Unidos                                         | 23.09        | Martina Kotwiła · Polónia                                                         | 23.21 NJR    |
| 400 m detalhes                         | Hima Das · Índia                                                                | 51.46           | Andrea Miklós · Roménia                                                       | 52.07 PB     | Taylor Manson · Estados Unidos                                                    | 52.28        |
| 800 m detalhes                         | Deribe Welteji · Etiópia                                                        | 1:59.75 CR, WJL | Carly Thomas · Austrália                                                      | 2:01.13 PB   | Delia Sclabas · Suíça                                                             | 2:01.29 NJR  |
| 1500 m detalhes                        | Alemaz Samuel · Etiópia                                                         | 4:09.67         | Miriam Cherop · Quênia                                                        | 4:10.73      | Delia Sclabas · Suíça                                                             | 4:11.98      |
| 3000 m detalhes                        | Nozomi Tanaka · Japão                                                           | 8:54.01 PB      | Meselu Berhe · Etiópia                                                        | 8:56.39 PB   | Tsige Gebreselama · Etiópia                                                       | 8:59.20 PB   |
| 5000 m detalhes                        | Beatrice Chebet · Quênia                                                        | 15:30.77 PB     | Ejgayehu Taye · Etiópia                                                       | 15:30.87 PB  | Girmawit Gebrzihair · Etiópia                                                     | 15:34.01 PB  |
| 100 m com barreiras detalhes           | Tia Jones · Estados Unidos                                                      | 13.01           | Britany Anderson · Jamaica                                                    | 13.01 PB     | Cortney Jones · Estados Unidos                                                    | 13.19        |
| 400 m com barreiras detalhes           | Zenéy van der Walt · África do Sul                                              | 55.34           | Shiann Salmon · Jamaica                                                       | 56.11        | Yasmin Giger · Suíça                                                              | 56.98        |
| 3000 m com obstáculos detalhes         | Celliphine Chespol · Quênia                                                     | 9:12.79 CR      | Peruth Chemutai · Uganda                                                      | 9:18.87      | Winfred Mutile Yavi · Bahrein                                                     | 9:23.47      |
| Revezamento 4x100 m detalhes           | Alemanha · Victoria Dönicke · Corinna Schwab · Sophia Junk · Denise Uphoff      | 43.82           | Irlanda · Molly Scott · Gina Akpe-Moses · Ciara Neville · Patience Jumbo Gula | 43.90 NJR    | Reino Unido · Kristal Awuah · Alisha Rees · Georgina Adam · Ebony Carr            | 44.05        |
| Revezamento 4x400 m detalhes           | Estados Unidos · Symone Mason · Shae Anderson · Julia Madubuike · Taylor Manson | 3:28.74 WJL     | Austrália · Ella Connolly · Cara Jardine · Jemima Russell · Carley Thomas     | 3:31.36 SB   | Jamaica · Janielle Josephs · Stacey-Ann Williams · Shiann Salmon · Calisha Taylor | 3:31.90 SB   |
| Marcha atlética 10 km detalhes         | Alegna González · México                                                        | 44:13.88 WJL    | Meryem Bekmez · Turquia                                                       | 44:17.69 NJR | Glenda Morejón · Equador                                                          | 44:19.40 AJR |
| Salto com vara detalhes                | Amálie Švábíková · Chéquia                                                      | 4.51m NJR       | Lisa Gunnarsson · Suécia                                                      | 4.35m        | Alice Moindrot França                                                             | 4.35m        |
| Salto em distância detalhes            | Lea-Jasmine Riecke · Alemanha                                                   | 6.51m PB        | Ayaka Kora · Japão                                                            | 6.37m        | Tara Davis · Estados Unidos                                                       | 6.36m        |
| Salto triplo detalhes                  | Aleksandra Nacheva · Bulgária                                                   | 14.18m WJL, PB  | Mirieli Santos · Brasil                                                       | 13.81m PB    | Davisleydi Velazco · Cuba                                                         | 13.78m       |
| Salto em altura detalhes               | Karyna Taranda · Bielorrússia                                                   | 1.92m NJR       | Sommer Lecky · Irlanda                                                        | 1.90m NJR    | María Fernanda Murillo · Colômbia                                                 | 1.90m AJR    |
| Arremesso de peso (6 kg) detalhes      | Madison-Lee Wesche · Nova Zelândia                                              | 17.09m PB       | Zhang Linru · China                                                           | 17.05m       | Jorinde van Klinken · Países Baixos                                               | 17.05m       |
| Lançamento de disco (1,75 kg) detalhes | Alexandra Emilianov · Moldávia                                                  | 57.89m          | Helena Leveelahti · Finlândia                                                 | 56.80m NJR   | Silinda Morales · Cuba                                                            | 55.37m PB    |
| Lançamento de martelo (6 kg) detalhes  | Camryn Rodgers · Canadá                                                         | 64.90m          | Alyssa Williams · Estados Unidos                                              | 64.45m       | Yanitza Martínez · Cuba                                                           | 63.82m       |
| Lançamento de dardo detalhes           | Alina Shukh · Ucrânia                                                           | 55.95m          | Tomoka Kuwazoe · Japão                                                        | 55.66m       | Dana Baker · Estados Unidos                                                       | 55.04m PB    |
| Heptatlo Sub-20 detalhes               | Niamh Emerson · Reino Unido                                                     | 6253 pts WJL    | Sarah Lagger · Áustria                                                        | 6225 pts NJR | Adrianna Sułek · Polónia                                                          | 5939 pts NJR |

## Quadro de medalhas
| Ordem  | País           | Medalha de ouro | Medalha de prata | Medalha de bronze | Total |
| ------ | -------------- | --------------- | ---------------- | ----------------- | ----- |
| 1      | Quênia         | 6               | 4                | 1                 | 11    |
| 2      | Jamaica        | 4               | 5                | 3                 | 12    |
| 3      | Estados Unidos | 3               | 8                | 7                 | 18    |
| 4      | Etiópia        | 3               | 2                | 4                 | 9     |
| 5      | Reino Unido    | 3               | 1                | 3                 | 7     |
| 6      | África do Sul  | 3               | 0                | 1                 | 4     |
| 7      | Austrália      | 2               | 3                | 0                 | 5     |
| 8      | Japão          | 2               | 2                | 2                 | 6     |
| 9      | Alemanha       | 2               | 0                | 2                 | 4     |
| 10     | México         | 2               | 0                | 0                 | 2     |
| 11     | Cuba           | 1               | 1                | 3                 | 5     |
| 12     | Ucrânia        | 1               | 1                | 1                 | 3     |
| 13     | Bielorrússia   | 1               | 1                | 0                 | 2     |
| 13     | China          | 1               | 1                | 0                 | 2     |
| 13     | Suécia         | 1               | 1                | 0                 | 2     |
| 16     | Grécia         | 1               | 0                | 1                 | 2     |
| 16     | Bélgica        | 1               | 0                | 1                 | 2     |
| 18     | Bulgária       | 1               | 0                | 0                 | 1     |
| 18     | Canadá         | 1               | 0                | 0                 | 1     |
| 18     | Índia          | 1               | 0                | 0                 | 1     |
| 18     | Indonésia      | 1               | 0                | 0                 | 1     |
| 18     | Itália         | 1               | 0                | 0                 | 1     |
| 18     | Moldávia       | 1               | 0                | 0                 | 1     |
| 18     | Nova Zelândia  | 1               | 0                | 0                 | 1     |
| 18     | Chéquia        | 1               | 0                | 0                 | 1     |
| 26     | Irlanda        | 0               | 2                | 0                 | 2     |
| 26     | Uganda         | 0               | 2                | 0                 | 2     |
| 28     | França         | 0               | 1                | 2                 | 3     |
| 29     | Brasil         | 0               | 1                | 1                 | 2     |
| 29     | Equador        | 0               | 1                | 1                 | 2     |
| 29     | Noruega        | 0               | 1                | 1                 | 2     |
| 32     | Áustria        | 0               | 1                | 0                 | 1     |
| 32     | Finlândia      | 0               | 1                | 0                 | 1     |
| 32     | Catar          | 0               | 1                | 0                 | 1     |
| 32     | Roménia        | 0               | 1                | 0                 | 1     |
| 32     | Turquia        | 0               | 1                | 0                 | 1     |
| 37     | Suíça          | 0               | 0                | 4                 | 4     |
| 38     | Polónia        | 0               | 0                | 2                 | 2     |
| 39     | Bahrein        | 0               | 0                | 1                 | 1     |
| 39     | Chile          | 0               | 0                | 1                 | 1     |
| 39     | Colômbia       | 0               | 0                | 1                 | 1     |
| 39     | Guatemala      | 0               | 0                | 1                 | 1     |
| 39     | Países Baixos  | 0               | 0                | 1                 | 1     |
| Totale | Totale         | 45              | 43               | 45                | 133   |

## Países participantes
A seguir lista dos países participantes. Em parênteses, o número de atletas classificados por país:
| Lista de países participantes |
| --- |
| - Argélia (11) - Atletas Neutros Autorizados (9) - Andorra (1) - Antígua e Barbuda (2) - Argentina (4) - Armênia (2) - Time de Atletas Refugiados (2) - Aruba (1) - Austrália (54) - Áustria (10) - Bahamas (12) - Bahrein (3) - Bangladesh (1) - Barbados (6) - Bielorrússia (12) - Bélgica (14) - Bermudas (1) - Butão (1) - Bósnia e Herzegovina (4) - Bolívia (1) - Botswana (13) - Brasil (20) - Ilhas Virgens Britânicas (1) - Bulgária (9) - Burquina Fasso (1) - Burundi (1) - Camarões (1) - Canadá (32) - Ilhas Cayman (3) - Chade (1) - Chile (4) - China (35) - Costa do Marfim (1) - Colômbia (8) - República do Congo (1) - Costa Rica (2) - Croácia (5) - Cuba (13) - Chipre (4) - Chéquia (24) - República Democrática do Congo (1) - Dinamarca (11) - Djibuti (1) - Dominica (1) - República Dominicana (7) - Equador (9) - Egito (2) - Eritreia (4) - El Salvador (1) - Estónia (3) - Etiópia (29) - Finlândia (32) (Sede) - França (44) - Polinésia Francesa (1) - Gâmbia (1) - Geórgia (5) - Alemanha (67) - Gana (1) - Gibraltar (1) - Reino Unido (40) - Grécia (19) - Granada (1) - Guatemala (4) - Guam (1) - Guiana (2) - Haiti (1) - Hong Kong (1) - Honduras (1) - Hungria (27) - Islândia (3) - Índia (31) - Indonésia (2) - Irão (4) - Iraque (3) - Irlanda (19) - Israel (4) - Itália (55) - Jamaica (42) - Jordânia (1) - Japão (47) - Cazaquistão (2) - Quênia (27) - Kosovo (1) - Kuwait (1) - Quirguistão (1) - Letónia (6) - Lesoto (1) - Líbia (1) - Lituânia (7) - Luxemburgo (2) - Macau (1) - Macedônia do Norte (1) - Madagáscar (1) - Malta (1) - Maldivas (1) - México (6) - Moldávia (2) - Mónaco (1) - Montenegro (1) - Marrocos (10) - Namíbia (1) - Nauru (1) - Países Baixos (14) - Nicarágua (1) - Nova Zelândia (11) - Nigéria (3) - Noruega (10) - Omã (1) - Panamá (1) - Papua-Nova Guiné (1) - Paraguai (1) - Peru (6) - Filipinas (1) - Polónia (37) - Portugal (14) - Porto Rico (5) - Catar (8) - Roménia (17) - Santa Lúcia (1) - San Marino (1) - São Tomé e Príncipe (1) - Arábia Saudita (5) - Senegal (1) - Sérvia (6) - Seicheles (1) - Serra Leoa (1) - Singapura (1) - Eslováquia (9) - Eslovênia (11) - África do Sul (19) - Coreia do Sul (7) - Sudão do Sul (1) - Espanha (46) - Sri Lanka (11) - Sudão (1) - Essuatíni (1) - Suécia (17) - Suíça (21) - Taipé Chinesa (4) - Tajiquistão (1) - Tonga (1) - Trinidad e Tobago (14) - Tunísia (5) - Turquia (32) - Turquemenistão (1) - Turcas e Caicos (1) - Tuvalu (1) - Uganda (11) - Ucrânia (34) - Estados Unidos (79) - Uruguai (2) - Uzbequistão (2) - Vanuatu (1) - Venezuela (5) - Vietname (2) - Ilhas Virgens Americanas (1) - Iêmen (1) - Zâmbia (3) - Zimbabwe (6) |

Legenda
| Recorde mundial       | Recorde mundial (World record)               |                       | Recorde africano                      | Recorde africano (African) |                                           | Q | Classificado por posição (Qualified) |
| Recorde do campeonato | Recorde do campeonato (Championship record)  | Recorde da América    | Recorde da América (Americas)         | q                          | Classificado por melhor tempo (Qualified) |   |                                      |
| Melhor marca do ano   | Melhor marca do ano (World leading)          | Recorde asiático      | Recorde asiático (Asian)              | DNS                        | Não largou (Did not start)                |   |                                      |
| Recorde nacional      | Recorde nacional (National record)           | Recorde europeu       | Recorde europeu (European)            | DNF                        | Não terminou (Did not finish)             |   |                                      |
| Recorde pessoal       | Recorde pessoal do atleta (Personal best)    | Recorde da Oceania    | Recorde da Oceania (Oceania)          | DSQ / DQ                   | Desclassificado (Disqualified)            |   |                                      |
| Recorde da temporada  | Recorde da temporada do atleta (Season best) | Recorde sul-americano | Recorde sul-americano (South America) | NM                         | Sem marca (No mark)                       |   |                                      |